# Церовец Станка Враза
Церовец Станка Враза (словен. Cerovec Stanka Vraza) је насељено место у општини Ормож, Подравска регија, Словенија.

## Историја
До територијалне реорганизације у Словенији био је у саставу старе општине Ормож.

## Становништво
У попису становништва из 2011. године, Церовец Станка Враза је имао 126 становника.
| Број становника према пописима | Број становника према пописима | Број становника према пописима |
| ------------------------------ | ------------------------------ | ------------------------------ |
| 1991                           | 2002                           | 2011                           |
| 123                            | 112                            | 126                            |

Напомена: До 1980. исказивано под именом Церовец.

## Познате личности
- Станко Враз